# ماركو ألبرت
ماركو ألبرت (بالإستونية: Marko Albert)‏ هو تريثلت إستوني، ولد في 26 يونيو 1979 في تالين في إستونيا.

## وصلات خارجية
- الموقع الرسمي
- ماركو ألبرت على موقع اتحاد الترياتلون الدولي (الإنجليزية)
- ماركو ألبرت على موقع أوليمبيديا (الإنجليزية)